# Werner Uebelmann
Werner J. Uebelmann (16 de marzo de 1921, Aarau - 1 de marzo de 2014, Muri) fue un distribuidor y coleccionista de cactus suizo.

## Vida
Werner J. Uebelmann fundó en la década de 1960, la empresa Su-Ka-Flor AG, que se especializa en la importación, la cría y venta de cactus. Oficina estaba en Zúrich, después en Wohlen (Argovia) y finalmente Sarmenstorf. Él participó, entre otros, con el brasileño Leopoldo Horst para recoger cactus y otras suculentas en América del Sur y especialmente en Brasil. También realizó viajes más extensos de recogida.

## Honores

### Eponimia
Género
- Uebelmannia Buining.[2]

'Werner Uebelmann honra a varias especies de cactus, como: Parodia werneri, Tacinga werneri y Gymnocalycium uebelmannianum.

## Escritos (selección)
- Horst & Uebelmann Feldnummernliste. Selbstverlag Werner Uebelmann, 1996.